# Troels Erstad
Troels Erstad (født 3. juli 1911, død 7. oktober 1949) var en dansk landskabsarkitekt, søn af Erik Erstad-Jørgensen.
Ligesom faderen udviste han en innovativ og eksperimenterende tilgang til havekunsten. Han blev havebrugskandidat 1936, var medarbejder hos C.Th. Sørensen og G.N. Brandt og havde fra 1939 egen tegnestue. Et af hans indsatsområder var grønne anlæg ved boligbyggerier. Han var medlem af bestyrelsen for Foreningen til Hovedstadens Forskønnelse.
Erstad arbejdede for at genskabe Det kongelige danske Haveselskabs betydning og blev i 1949 direktør for dets have og forstander for dets anlægsgartnerskole, men døde samme år.